# I bastardi di Pizzofalcone (serie televisiva)
I bastardi di Pizzofalcone è stata una serie televisiva italiana trasmessa in prima visione su Rai 1 dal 2017 al 2023, basata su una serie di romanzi di Maurizio De Giovanni iniziata con I bastardi di Pizzofalcone.

## Trama
Napoli. Il commissariato di polizia di Pizzofalcone è allo sbando: quattro agenti implicati nel traffico di droga sono stati allontanati, e verranno rimpiazzati dagli scarti degli uffici contigui.
L'incarico di commissario viene affidato al vicequestore Luigi Palma, quarantenne dal temperamento gioviale, un tranquillo divorzio alle spalle e un interesse esclusivo per il lavoro. Giuseppe Lojacono, allontanato ingiustamente dalla sua Sicilia, è il più brillante tra gli ispettori anche se la sua condizione familiare è deprimente. Francesco Romano e la giovane agente Alessandra Di Nardo sono stati trasferiti a causa dei loro modi troppo rudi: il primo per via della sua violenza, la seconda per la dimestichezza con le armi; mentre al raccomandato Marco Aragona è data l'ultima possibilità di restare in polizia.
Della vecchia squadra di Pizzofalcone sono sopravvissuti solamente l'anziano Giorgio Pisanelli e la cinquantenne Ottavia Calabrese, ciascuno con seri problemi familiari: un gruppo accomunato dal fatto di non avere più niente da perdere.
Il commissariato di Pizzofalcone deve chiudere a fine dicembre, quindi la squadra deve occuparsi solo dei piccoli casi di normale amministrazione, ma quando Lojacono aiuta a risolvere brillantemente un caso di omicidio i superiori concedono loro di indagare anche su casi complessi.

## Episodi
| Stagione         | Episodi | Prima TV |
| ---------------- | ------- | -------- |
| Prima stagione   | 6       | 2017     |
| Seconda stagione | 6       | 2019     |
| Terza stagione   | 6       | 2021     |
| Quarta stagione  | 4       | 2023     |

## Personaggi e interpreti

### Personaggi principali
- Giuseppe Lojacono (stagione 1-in corso), interpretato da Alessandro Gassmann. È il nuovo ispettore arrivato a Pizzofalcone, totalmente estraneo ai fatti legati al commissariato. Di indole forte e tenace, qualche anno prima della serie, era un agente operante ad Agrigento, prima che un collaboratore di giustizia lo accusasse ingiustamente di aver passato informazioni alla mafia e favorito l'evasione di un boss. Da lì in poi la sua vita è andata in pezzi: divorziato, allontanato dalla figlia, pur rimanendo in stretto contatto con lei, viene trasferito a Napoli presso il commissariato di Pizzofalcone dove grazie al suo grande intuito riesce ad indirizzare la squadra alla risoluzione di molti casi complessi e smascherare i reali colpevoli e incontra Laura Piras, con la quale intraprende una passionale relazione. Grazie ai successi sulla risoluzione dei casi si rinsalderà, senza non poche diffidenza, anche la reputazione di Pizzofalcone. Nel corso della seconda stagione, collaborando con la DDA, riesce a fare arrestare alcuni appartenenti al clan a cui negli anni siciliani era stato ingiustamente associato, dimostrando così definitivamente la sua innocenza.
- Laura Piras (stagione 1-in corso), interpretata da Carolina Crescentini. È la giovane e affascinante PM della città, totalmente dedita al lavoro che si innamora da subito dell'Ispettore Lojacono. I due intraprendono una relazione nascosta per evitare malelingue e problemi derivanti dal conflitto d'interessi tra la PM e la sua collaborazione con Pizzofalcone. La loro storia si rivela colma di passione, ma allo stesso tempo travagliata, a causa delle profonde differenze tra i due in termini di ambizioni, desideri e vedute. Nella terza serie è in procinto di lasciare Napoli per un trasferimento a Roma, cosa che fa litigare lei e Lojacono, tanto che i due si separano, per poi ritrovarsi nella quarta stagione.
- Luigi Palma (stagione 1-in corso), interpretato da Massimiliano Gallo. È il nuovo vice questore a capo del commissariato di Pizzofalcone, inizialmente restio alle iniziative dell'ispettore Lojacono. Divorziato e senza figli, dall'arrivo a Pizzofalcone è da subito fortemente attratto da Ottavia con cui inizierà una profonda e tormentata storia d'amore. Nella terza stagione affronta un'importante crisi a seguito dell'esplosione della bomba e alla decisione di Ottavia di chiudere la loro relazione. Non riuscendo a gestire il dolore, dopo molti anni di sobrietà, ricade nel tunnel dell'alcolismo, ma, proprio quando sembra tutto perduto e viene coinvolto in un caso di omicidio, il supporto di Ottavia e degli altri poliziotti lo aiuta a riprendere in mano la sua vita.
- Ottavia Calabrese (stagione 1-in corso), interpretata da Tosca D'Aquino. Vice sovrintendente, insieme a Giorgio Pisanelli è l'unico agente rimasto del vecchio Pizzofalcone, in quanto totalmente estranei allo scandalo dei vecchi bastardi.  È l'esperta informatica della squadra. Donna gentile, materna e premurosa gestisce a fatica Riccardo (il figlio autistico) e il matrimonio ormai trascinato con Gaetano, marito presente che non ama più da tempo. Fuori della sua vita famigliare, Ottavia si innamora del commissario Palma con cui nasce una profonda storia d'amore, tormentata dai profondi sensi di colpa che la donna prova nei confronti della famiglia. Questo la spinge a porre fine alla relazione con Palma, malgrado il distacco faccia soffrire entrambi. Nel corso della terza stagione, nonostante la volontà di resistere a questo nuovo amore, i due inevitabilmente si riavvicinano nel tentativo di formare insieme una nuova famiglia.
- Giorgio Pisanelli (stagione 1-in corso), interpretato da Gianfelice Imparato. Vice commissario vedovo e vicino alla pensione, è insieme a Ottavia l'unico agente della vecchia squadra investigativa di Pizzofalcone. Intuitivo, saggio e volitivo, è ossessionato da una serie di morti classificate frettolosamente come suicidi che non lo convincono affatto. Per questo svolge in privato delle indagini parallele e la sua determinazione viene ricompensata quando alla fine scopre cosa c'è dietro a queste morti sospette, che si riveleranno essere in realtà degli omicidi. All'inizio della terza stagione, dopo essere stato operato per un cancro e aver assistito all'episodio della bomba, decide di andare in pensione in anticipo, ma non per questo lascerà la squadra, infatti continuerà ad aiutare e a sostenere i suoi colleghi ed amici nella risoluzione dei casi loro assegnati.
- Marco Aragona (stagione 1-in corso), interpretato da Antonio Folletto. Giovane agente scelto raccomandato di buona famiglia ma scarsa educazione, si atteggia a caricatura di poliziotto americano ma alla fine dimostra buon intuito. Simpatico ed amichevole, a tratti goffo ed impacciato, possiede una grande tenacia nel voler mostrare il suo valore ed instaura con tutti i colleghi col tempo un autentico rapporto di amicizia e rispetto.
- Alessandra "Alex" Di Nardo (stagione 1-in corso), interpretata da Simona Tabasco. Giovane agente, esperta di armi, è stata mandata a Pizzofalcone per aver sparato involontariamente al suo capo. Vive con i genitori, ai quali nasconde la sua omosessualità. Dopo aver litigato con il padre, un ex generale, decide di andare a vivere da sola e ha una relazione con il primo dirigente della polizia scientifica Rosaria Martone con la quale si unirà civilmente alla fine della terza stagione.
- Francesco Romano (stagione 1-in corso), interpretato da Gennaro Silvestro. Assistente capo dall'atteggiamento violento e irascibile, sia sul lavoro che nella vita privata. È stato trasferito a Pizzofalcone per aver quasi strangolato un sospettato. È sposato da anni con Giorgia con cui ha un rapporto conflittuale. Proprio in occasione di un suo scatto d'ira, Romano colpisce la donna con uno schiaffo e da allora la loro crisi sembra diventare irrecuperabile. Durante la seconda stagione trova per caso una neonata abbandonata nei pressi cassonetti vicino al commissariato. Da quel momento la piccola, alla quale, in segno di amore, darà il nome della moglie, diventa il centro della vita di Francesco che vede nella bambina l'ultima possibilità di ricostruire il suo matrimonio. Dopo un'iniziale titubanza, Giorgia accetta di tentare la via dell'affidamento, tuttavia le cose non vanno meglio. I vecchi attriti peggiorano, Giorgia comincia a sentire sempre più distante il marito che, nel frattempo, sembra essersi affezionato a Susy, la pediatra che si occupa della bambina da quando è stata ritrovata. La situazione degenera definitivamente a causa della gelosia e gli assistenti sociali constatata la tensione della coppia, decidono per la revoca dell'affido. Questo evento segna la fine del matrimonio tra Romano e Giorgia, salvo poi un riavvicinamento definitivo fra i due dopo che lei rivela al marito di essere incinta.
- Elsa Martini, interpretata da Maria Vera Ratti (stagione 3). È il nuovo commissario capo arrivata da Torino in sostituzione a Pisanelli. È una donna indipendente, molto dura e riservata, decisa e spinta da un forte senso della giustizia che in passato l'ha portata a uccidere, seppur con una successiva assoluzione per legittima difesa, un medico accusato di pedofilia. Dietro alla facciata forte e aggressiva, nasconde una vita tormentata dai fantasmi di una violenza subita da un pediatra quand'era bambina. Appena laureata ha avuto da sola una figlia, Vittoria, detta Vicky. Proprio per la bambina ha deciso, in seguito al processo per omicidio, di essere trasferita a Napoli, nel tentativo di riallacciare i ponti con un passato lasciato in sospeso.

### Personaggi secondari
- Letizia, interpretata da Gioia Spaziani: Donna gentile e determinata, è una grande amica ristoratrice di Lojacono, di cui è innamorata. Nella terza stagione vengono a galla oscuri dettagli sul suo passato. Cade vittima delle mire ossessive e omicide di Paolo Manetti, un pericoloso narcotrafficante ricercato e suo ex amante conosciuto quando viveva a Barcellona, che la ritiene responsabile del furto di tantissimi soldi che gli appartenevano e che doveva restituire alla mala spagnola. Finisce in coma a causa di un attentato nel suo ristorante a cui però fortunatamente sopravvive e dopo la convalescenza Lojacono e i suoi colleghi nonché amici si mettono a disposizione per proteggerla dalle minacce di Manetti. Devastata ed esasperata dal pericolo e dalle intimidazioni di Manetti, Letizia lo uccide e per questo a fine stagione, Lojacono sebbene distrutto dal dispiacere, la arresta (stagioni 1-3)
- Questore Rosario Ardito, interpretato da Luigi Petrucci (stagioni 1-3)
- Vice questore Di Vincenzo, interpretato da Riccardo Zinna (stagione 1)
- Agente scelto Giovanni Guida, interpretato da Francesco Guzzo
- Rosaria Martone, interpretata da Serena Iansiti: primo dirigente della polizia scientifica e moglie di Alex Di Nardo (stagioni 1-4)
- Generale Adolfo Di Nardo, interpretato da Mariano Rigillo (stagione 1) e da Antonio Ferrante (stagione 2): padre di Alex
- Dora, interpretata da Imma Piro: madre di Alex (stagione 1)
- Frate Leonardo, interpretato da Giovanni Esposito: confidente e grande amico di vecchia data di Giorgio Pisanelli e la moglie. Con stupore e sgomento di Pisanelli, si rivelerà essere proprio lui la mente perversa dietro le tante morti sospette che erano state archiviate come suicidi. Ritorna nella terza stagione, ormai completamente fuori di testa, per eliminare Giorgio, ma quest'ultimo riesce finalmente a sconfiggerlo e a porre fine alla sua carriera da serial killer. (stagioni 1-3)
- Sartori, interpretato da Alessandro Incerto: medico legale (stagioni 1-3)
- Giorgia, interpretata da Miriam Candurro: moglie di Romano. Il loro matrimonio non è mai sereno a causa del carattere scontroso e violento di Francesco, che sebbene sembri tenere sinceramente a Giorgia, non riesce mai a gestire la sua rabbia e la sua gelosia. I due infatti non fanno altro che litigare e discutere. Nella terza stagione per cercare di ricucire il loro rapporto e la loro famiglia, prendono in affido la piccola bambina salvata da Romano. Ma nemmeno questo riesce a salvare il loro matrimonio e dopo tante tensioni e all'ennesima litigata, divenuta violenta, la bambina viene loro tolta dai servizi sociali. Così Giorgia, stanca e amareggiata, si separa definitivamente dal marito intimandogli di non cercarla più. Alla fine della quarta stagione, i due però tornano insieme dopo che Giorgia rivela al marito di essere incinta (stagioni 1-4)
- Marinella, interpretata da Alessia Lamoglia (stagioni 1-3) e Anna Lucia Pierro  (stagione 4): figlia di Lojacono, è molto legata al padre. Espansiva e amichevole sostiene sempre suo padre.
- Chanel, interpretata da Marika Costabile: amica di Marinella (stagioni 1-2)
- Gaetano, interpretato da Arcangelo Iannace: marito di Ottavia (stagioni 1-2) e Ferdinando Maddaloni: marito di Ottavia (stagione 4)
- Michele Aragona, interpretato da Alberto Angrisano: padre di Marco (stagioni 1-2)
- Paolo Alaimo, interpretato da Orio Scaduto: avvocato di Lojacono (stagioni 1-2)
- Riccardo, interpretato da Lorenzo D'Agata (stagioni 1-2), Marcello Cesarano (stagione 3) e Lorenzo Silvestro  (stagione 4): figlio di Ottavia
- Irina, interpretata da Irina Munteanu: fidanzata dell'agente Aragona (stagioni 1-3)
- Giacomo Caruso, interpretato da Ninni Bruschetta: commercialista della camorra (stagioni 2-4)
- Diego Buffardi, interpretato da Matteo Martari: magistrato della DDA (stagioni 2-3)
- Procuratore Basile, interpretato da Pino Calabrese (stagioni 2-3)
- Massimiliano, interpretato da Moisé Curia: interesse amoroso di Marinella (stagione 2)
- Agente Ammaturo, interpretato da Giuseppe Iodice (stagioni 2-3)
- Dottoressa Susy Penna, interpretata da Irene Maiorino (stagioni 2-3)
- Luca, interpretato da Luca Saccoia: direttore della casa famiglia (stagione 2)
- Luigi Pennacchi, interpretato da Alberto Molinari: sostituto procuratore che segue l'indagine sull'attentato al ristorante di Letizia (stagione 3)
- Antonio Gerace, interpretato da Giorgio Musumeci: assistente di Pennacchi (stagioni 3-4)
- Paolo Manetti, interpretato da Eugenio Krauss (stagione 3)
- Vittoria "Vicky" Martini, interpretata da Elisa Pierdominici: figlia di Elsa e del magistrato Diego Buffardi (stagione 3)
- Rocco Squillace, interpretato da Paolo Sassanelli: sequestratore di Lojacono (stagione 4)
- Commissario della scientifica, interpretata da Maria Angela Torres: (stagione 4)
- Agente Cecere, interpretato da Domenico Pinelli: sostituto di Ammaturo (stagione 4)
- Carlo Poggiari, interpretato da Antonio Buonanno: sostituto procuratore che indaga su Lojacono (stagione 4)
- Serafino, interpretato da Antonio Varone: nipotino di Rosaria Martone (stagione 4)
- Teresa Ponti, interpretata da Paola Tiziana Cruciani: vedova di Pablo Montervino (stagione 4)
- Luciano Esposito, interpretato da Michele Sallicandro: ragazzo di Marinella (stagione 4)
- Stefania, interpretata da Elena Funari: nuova fiamma dell'agente Aragona (stagione 4)
- Mirabella, interpretata da Pasqualina Sanna: sorella di Rosaria Martone e madre di Serafino (stagione 4)

## Riconoscimenti
Nastri d'argento - Grandi Serie
- 2022 – Miglior serie TV - Crime